# 54 الحوت b
54 الحوت b هو كوكب خارج المجموعة الشمسية مؤكد يدور حول النجم 54 الحوت يقع على مسافة تقارب 36 سنة ضوئية (11.06 فرسخ فلكي) في إتجاة كوكبة الحوت. تسميتة الدليلة في فهرس هنري درابر (HD 3651 b) ويفهرس أحياناً 54 الحوت Ab من أجل التفريق بينة وبين قزم بني أكتشف لاحقاً في النظام.

## خصائص
تقدر كتلة 54 الحوت b الدنيا بنحو خُمس كتلة كوكب المشتري.يدور 54 الحوت b حول شمسة على مسافة 0.28 وحدة فلكية (بالمقارنة: يعتبر هذا المدار داخل مدار عطارد)، يستغرق الكوكب حوالي 62 يوماً لإكمال مدارة.الانحراف المركزي لمدار الكوكب عالي حوالي 0.63. غير أن هذا المدار الإهليلجي للغاية ربما يكون بفعل جاذبية جرم فلكي غير مرئي بعيدا عن النجم يسحب الكوكب إلى الخارج. وأصبح من الواضح سبب هذا الانحراف المركزي العالي لمدار الكوكب مع اكتشاف قزم بني داخل النظام. وقد افترض أن الكوكب يشارك النجم في زاوية الميلان، وبالتالي فإن كتلة الحقيقية قريبة من كتلتة الدنيا. ومع ذلك، فأن العديد من «المشتريات الساخنة» من المعروف أنها ذات مدرات مائلة نسبة إلى محور النجم.

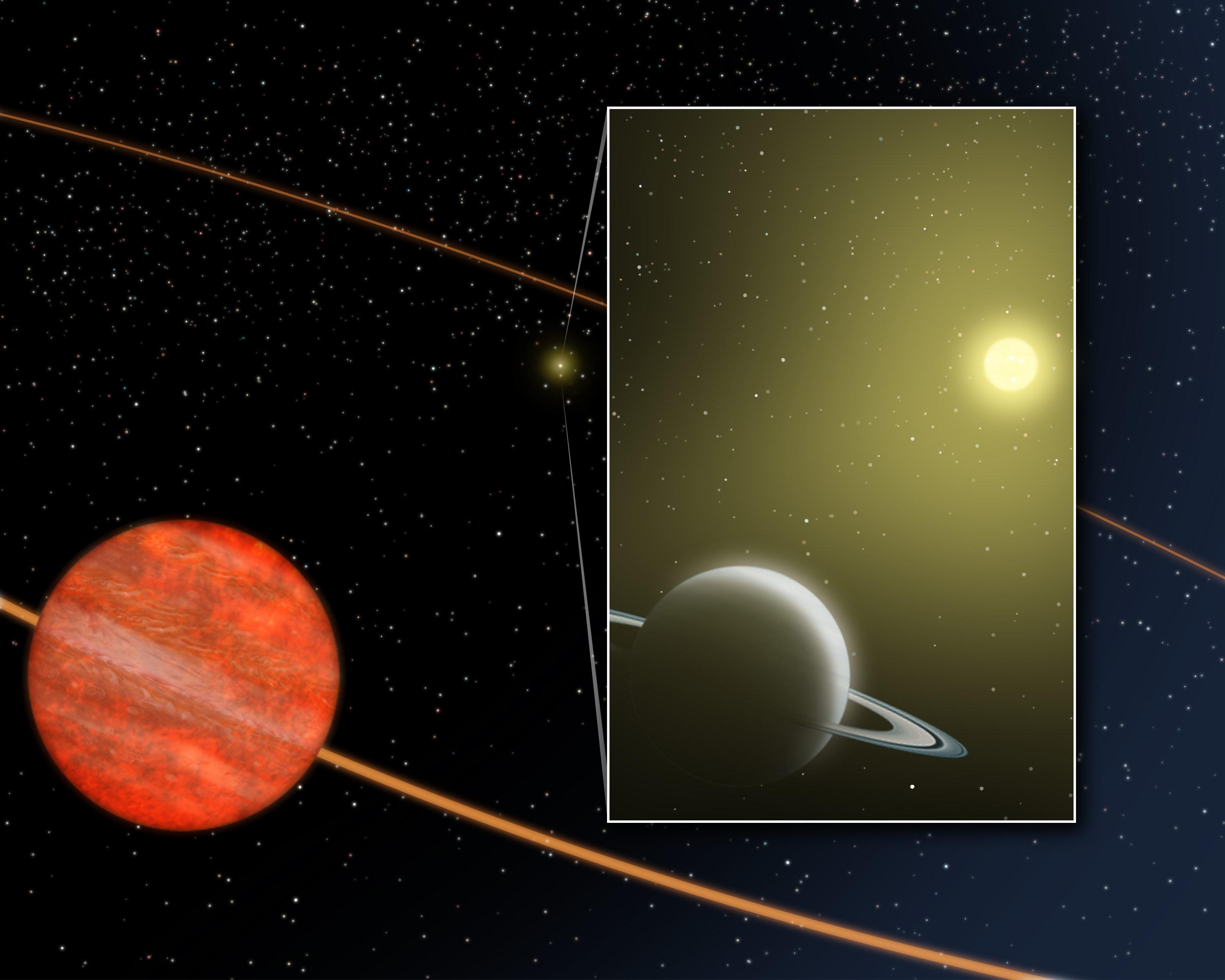
تصور فني للقزم البني (54 الحوت B) والكوكب (54 الحوت b) القريب من نجمة.

## الإكتشاف
في 16 يناير 2002، أعلن فريق من علماء الفلك (بقيادة جيفري مارسي) اكتشاف كوكب خارج المجموعة الشمسية حول 54 الحوت باستخدام طريقة قياس السرعة الشعاعية.